# Parkbron
Parkbron är en bro som går över Skellefte älv i centrala Skellefteå. 
År 1907 inarbetades en bro och en järnvägsstation i P O Hallmans stadsplan från 1905. Parkbron byggdes 1913 och dåvarande Kustlandsvägen som 1946 blev Riksväg 13 gick över denna bro, och den ersatte därmed Lejonströmsbron som huvudbro över älven. Bron är byggd i fackverk, med s.k. gerberbalkar. Spännvidden är 238 m. Parkbron ersattes 1961 av Viktoriabron - några hundra meter nedströms - som stadens viktigaste bro över älven, när E4 invigdes.
På 1940-talet höll Skellefteortens Travsällskap travtävlingar på Skellefteälvens is just nedströms Parkbron, innan travbanan invigdes år 1952.

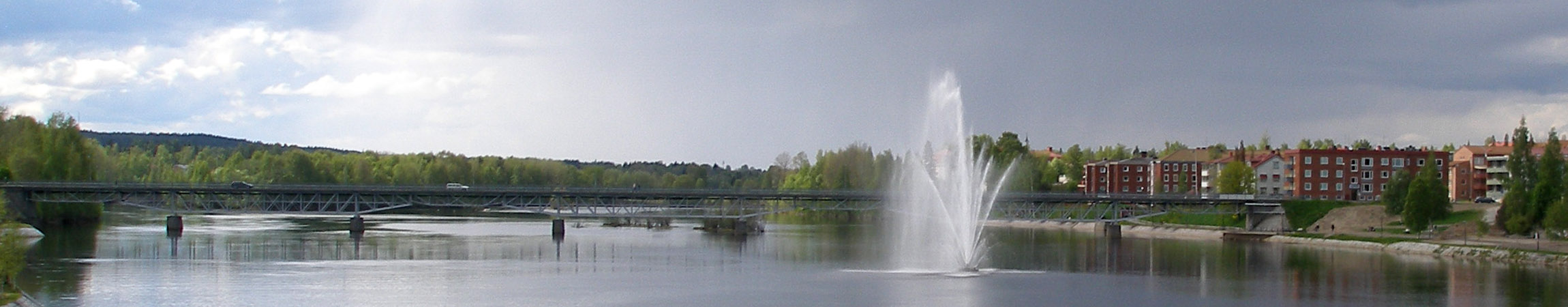
Parkbron i Skellefteå. Till höger det norra brofästen vid Bryggarbacken.

Brons södra landfäste övergår i Brogatan och Södertorget, medan den i norr ansluter till Stationsgatan, som då korsar Strandgatan. Nedanför det norra brofästet finns Bryggarbacken, som är en del av Strandpromenaden, ett långsträckt parkområde längs den norra älvstranden.
Numera är bron enkelriktad med tillåten biltrafik mot centrum.